# Lwangghale
Lwangghale (nep. ल्वाङ घलेल) – gaun wikas samiti w zachodniej części Nepalu w strefie Gandaki w dystrykcie Kaski. Według nepalskiego spisu powszechnego z 2001 roku liczył on 993 gospodarstw domowych i 4889 mieszkańców (2592 kobiet i 2297 mężczyzn).